# TAM 260 A 116 P

TAM 260 A 116 P je oznaka za slovenski prigradski autobus, kojega je proizvodila Tovarna avtomobilov Maribor (TAM) od druge polovice 1980-ih godina 20. stoljeća do propasti tvornice. Do početka 1990-ih nadgradnju karoserije radila je tvornica "Autokaroserija" iz Novog Sada, da bi to kasnije preuzela "Avtomontaža" iz Ljubljane.
Autobuse su kupovala prijevoznička poduzeća u nekadašnjoj Jugoslaviji, a nekoliko dorađenih primjeraka modela prodano je na njemačkom tržištu.
Gradska verzija nosi oznaku TAM 260 A 116 M, dok zglobna verzija nosi oznaku 260 A 180

## Oznaka
U TAM-u su svoja vozila označavali po posebnem ključu. U konkretnom primjeru oznaka znači:
- TAM - naziv proizvođača
- 260 - snaga motora u konjskim snagama
- A - autobus
- 116 - dužina vozila
- P - primestni (prigradski) oblik karoserije

## Tehnički podaci
- oblik karoserije: solo, visokopodni
- osovina: 2
- snaga motora: 260 KS
- dužina: 11.600 mm
- najveća dopuštena masa: 16.000 kg
- mjenjač: ručni 6 brzina
- broj vratiju: 2
- broj sjedećih mjesta: +/- 1 + 43
- broj stajaćih mjesta: +/- 50
- potrošnja goriva: pribl. 40 l/100 km

## Također pogledati
- TAM
- TAM 260 A 116 M